# 彼得·安布鲁斯特
彼得·安布鲁斯特（德語：Peter Armbruster，1931年7月25日—2024年6月26日），德国物理学家，出生于巴伐利亚的达豪。在达姆施塔特的重离子研究协会（亥姆霍兹重离子研究中心）工作，他和哥特佛萊德·明岑貝格共同发现107（𨨏）、108（𨭆）、109（䥑）号元素。
他在斯图加特和慕尼黑工业大学学习物理学，1961年获得慕尼黑工业大学博士学位。他的主要研究领域是裂变，交互重离子在物质和原子物理研究中心的裂变产物。
1968年，他成为科隆大学的教授。1984年以后，在达姆施塔特工业大学工作。
他获得了许多奖项，包括伦敦和德国物理公司协会的马克思·伯恩奖章。
1988年，他获得了德国物理学会的施特恩-格拉赫奖章。1997年，美国化学学会为彼得·安布鲁斯特颁发为数不多的“核化学奖”。

## 引用
- Peter Armbruster: Bau eines Massenseparators für Spaltprodukte und Nachweis einer Anregung innerer Elektronenschalen bei der Abbremsung von Spaltprodukten T.H. München, F. f. allg. Wiss., PhD thesis, 21. Jan. 1961